# Alfred Haas
Pour les articles homonymes, voir Haas.
Alfred Haas, né à La Chaux-de-Fonds le 16 mai 1942, est un écrivain vaudois.

## Biographie
Alfred Haas effectue sa scolarité à Lausanne. Après avoir achevé ses études de droit à l'Université de Genève, il exerce diverses fonctions dans l'industrie pharmaceutique en Suisse alémanique, dans des sociétés de services en Suisse romande (étude d'avocat, banque et organisations professionnelles). 
Il publie de nombreux articles juridiques, un commentaire de Convention collective de travail, puis écrit avec Mario Bondanini Ecce Labor (1997), un essai socio-économique critique. Nommé le 1er janvier 1996 secrétaire général de l'Union Romande des éditeurs de journaux et périodique (URJ), devenue « Presse Romande » en 1998, puis « Presse Suisse » en 2006, Alfred Haas prend sa retraite en 2007, remplacé à ce poste par Daniel O. Hammer. 
En septembre 2005, il publie Les Vénus de restaurants, six contes plausibles aux éditions Favre, en 2006 Tricyclades aux éditions de L'Aire et en 2022 Les tribulations judiciaires du bellâtre Apulée (Eidos éditions), analyse poétique du procès pour magie ouvert au 2e siècle contre le célèbre auteur de l'Âne d'or. 

## Œuvres
Les Vénus de restaurants (Favre, 2005) 
Tricyclades (l'Aire, 2006)
Les tribulations judiciaires du bellâtre Apulée (Eidos, 2022)